# ويليام يونغ (سياسي)
ويليام يونغ (بالإنجليزية: William Young)‏ هو سياسي أمريكي، ولد في 23 ديسمبر 1821، وتوفي في 24 نوفمبر 1890. انتخب عضو مجلس ولاية ويسكونسن.